# Laura (Majuro)
Laura (marshallesisch Ḷora) ist ein Motu im Westen des Majuro-Atolls der pazifischen Inselrepublik Marshallinseln. Im Schnitt liegt sie ca. 3 Meter (10 Fuß) über dem Meeresspiegel. Laura hat die höchsten Erhebungen des gesamten Majuro Atolls. Mit der Nachbarinsel Djarrit ist Laura durch eine 50 Kilometer lange Straße, die Lagoon Road, verbunden. Weiterhin wurde auf der Insel künstliche Landgewinnung betrieben.
Der Name Laura wurde der Insel von GIs zu Ehren des Filmstars Lauren Bacall gegeben.
Im Jahre 1999 hatte Laura 2256 Einwohner.